# Nyndgama arowa
Nyndgama arowa är en insektsart som beskrevs av Webb 1983. Nyndgama arowa ingår i släktet Nyndgama och familjen dvärgstritar. Inga underarter finns listade i Catalogue of Life.